# Bicol Natural Park
Das Bicol Natural Park liegt in der Bicol Region, auf der Insel Luzon, Philippinen. Es wurde am 29. Dezember 2000 auf einer Fläche von 5201 Hektar in der Provinz Camarines Norte und Camarines Sur auf dem Gemeindegebiet von Basud, Daet, Sipocot und Lupi etabliert und wurde nach den Richtlinien des NIPAS-Gesetzes 7586 eingerichtet. Ursprünglich wurde der Naturpark als Bicol National Park 1934 gegründet.
Das Naturschutzgebiet liegt ca. 350 km südöstlich von Manila entfernt und wird vom Maharlika Highway durchquert. Es umfasst größere Regenwaldbestände in den Provinzen, die ca. 792 Hektar im Naturschutzgebiet umfassen, am Fuße des Mount Kulasi. Der Naturpark liegt in einer flachhügeligen Landschaft und umfasst das Lupi-Libmonan-Sipocot Watershed. Das Klima in dem Gebiet ist tropisch schwülwarm ohne eine ausgeprägte Trockenperiode, die trockensten Monate sind von November bis April.
Der Naturschutzgebiet beherbergt ein weites Spektrum der Flora und Fauna der Philippinen. An den flacheren Berghängen stehen intensive Flachlandregenwälder, die jedoch einer starken forstwirtschaftlichen Nutzung unterlagen. Andere Flächen im Naturpark werden landwirtschaftlich genutzt. Von der Avifauna sind Beobachtungen der Blutschwingen-Fruchttaube (Ptilinopus marchei) und des Goldfischers (Ceyx melanurus) bekannt.

## Quelle
- BirdLife International: Mount Kulasi. Abgerufen am 17. Januar 2022.
- Das Naturschutzgebiet auf der Seite des PAWB (Protected Areas and Wildlife Bureau)